# Alassane Touré
Pour les articles homonymes, voir Touré.
Alassane Touré est un footballeur français, né le 9 février 1989 à Sarcelles. Il évolue comme arrière droit. 

## Biographie
Formé au Toulouse FC, il intègre le groupe professionnel en 2008 lors du stage d'avant saison. Malgré sa présence quelques fois sur le banc lors de matchs de coupes, le TFC décide de ne pas le faire passer professionnel.
Il s'engage en juillet 2009 avec le RC Lens sous le statut amateur après avoir passé un essai concluant. Avec la réserve, il montre ses capacités et intègre le groupe pro en fin de saison disputant même son premier match en Ligue 1 contre l'AS Nancy-Lorraine.
Avant la saison 2010-2011, il signe son premier contrat professionnel le 10 mai pour une durée de deux ans. Les six premiers mois il n'apparait que quelques fois sur le banc sans jamais jouer, mais la fin de saison pénible du club nordiste fait prendre des décisions radicales à l'entraîneur Jean-Guy Wallemme, il écarte le vétéran Eric Chelle et fait monter d'un cran le jeune Raphaël Varane, ce qui laisse une place en défense centrale.
Alassane saisit sa chance et s'installe comme titulaire dans la charnière centrale aux côtés d'Alaeddine Yahia pour la fin de saison. Le 29 mai 2011, il prolonge son contrat jusqu'en 2014.
À l'issue de la saison 2013-2014, son contrat n'est pas prolongé. De ce fait, il se retrouve libre et rejoint le championnat roumain en s'engageant avec l'Astra Giurgiu. Un mois après le début du championnat, il résilie son contrat (pour des raisons inconnues) en ayant joué seulement deux matchs de championnat et un de Coupe de Roumanie. Il revient s'entraîner avec le Racing Club de Lens au début du mois de décembre 2014, sans signer de contrat. Le 3 janvier 2015, il s'engage avec le Tours Football Club jusqu'à la fin de la saison. 
Le 27 juin 2015, Alassane Touré s'engage pour deux années avec le Gazélec Football Club Ajaccio, promu en Ligue 1 où il évolue régulièrement en défense centrale (13 titularisations).
En fin de contrat en Juin 2016, il s'engagera jusqu'en 2020 en Belgique, à l'AFC Tubize.

## Palmarès
- RC Lens
  - Championnat de France de Ligue 2 :
    - Vice-champion  : 2014.

## Statistiques
| Saison                | Club                  | Championnat           | Championnat | Championnat | Coupe nationale | Coupe nationale | Coupe de la Ligue | Coupe de la Ligue | Total | Total |
| Saison                | Club                  | Division              | M.          | B.          | M.              | B.              | M.                | B.                | M.    | B.    |
| 2009-2010             | RC Lens               | 1                     | 1           | 0           | -               | -               | -                 | -                 | 1     | 0     |
| 2010-2011             | RC Lens               | 1                     | 12          | 0           | -               | -               | -                 | -                 | 12    | 0     |
| 2011-2012             | RC Lens               | 2                     | 4           | 0           | -               | -               | 3                 | 0                 | 7     | 0     |
| 2012-2013             | RC Lens               | 2                     | 18          | 0           | 3               | 0               | 7                 | 0                 | 28    | 0     |
| 2013-2014             | RC Lens               | 2                     | 16          | 0           | 5               | 0               | -                 | -                 | 21    | 0     |
| 2014-2015             | AFC Astra Giurgiu     | 1                     | 2           | 0           | 1               | 0               | -                 | -                 | 3     | 0     |
| 2014-2015             | Tours FC              | 2                     | 16          | 0           | 1               | 0               | -                 | -                 | 17    | 0     |
| 2015-2016             | GFC Ajaccio           | 1                     | 13          | -           | -               | -               | -                 | -                 | 13    | 0     |
| 2016-2017             | AFC Tubize            | 2                     | 19          | 0           | 0               | 0               | -                 | -                 | 19    | 0     |
| Total sur la carrière | Total sur la carrière | Total sur la carrière | 147         | 0           | 10              | 0               | 4                 | 0                 | 161   | 0     |